# Élections constituantes de 1946 dans la Seine (département)
Les élections constituantes françaises de 1946 se tiennent le 2 juin. Ce sont les deuxièmes élections constituantes, après le rejet du projet de Constitution française du 19 avril 1946 lors du référendum du 5 mai.

## Mode de scrutin
L'assemblée constituante est composée de 586 sièges pourvus au scrutin proportionnel plurinominal suivant la règle de la plus forte moyenne dans chaque département, sans panachage ni vote préférentiel.
Dans le département de Seine, cinquante-trois députés sont à élire. Les législateurs ne voulant pas que les circonscriptions dépassent les 10 sièges, le département est découpé en six circonscriptions :
- la ville de Paris est découpée en trois circonscriptions, chacune élisant 10 députés :

1. La première correspond aux 5e, 6e, 7e, 13e, 14e et 15e arrondissement de Paris, soit la Rive gauche,
2. La deuxième regroupe les 1er, 2e, 8e, 9e, 16e, 17e et 18e arrondissement de Paris soit l'ouest de la Rive droite,
3. La troisième contient les 3e, 4e, 10e, 11e, 12e, 19e et 20e arrondissement de Paris soit l'est de la Rive droite ;

- le reste du département est également découpé en trois :

1. La quatrième circonscription, dite de "Seine-Sud", regroupe les cantons de Nogent-sur-Marne,  Saint-Maur-des-Fossés, Charenton-le-Pont, Ivry-sur-Seine, Villejuif, Sceaux et Vanves. 8 sièges y sont à pourvoir,
2. La cinquième dite "Seine-Nord-Ouest" réunit les cantons de Boulogne-Billancourt, Puteaux, Colombes, Courbevoie, Neuilly-sur-Seine, Levallois-Perret, Asnières-sur-Seine, Clichy et Saint-Ouen. Elle élit également 8 députés,
3. La sixième, dite "Seine-Nord-Est", regroupe les cantons de Saint-Denis, Aubervilliers, Pantin, Noisy-le-Sec, Montreuil-sous-Bois, Vincennes. 7 députés y sont à élire.

## Élus
| Député sortant                  | Parti | Parti | Député élu ou réélu             | Parti | Parti   |
| ------------------------------- | ----- | ----- | ------------------------------- | ----- | ------- |
| 1re Circonscription             |       |       |                                 |       |         |
| André Marty                     |       | PCF   | André Marty                     |       | PCF     |
| Ambroise Croizat                |       | PCF   | Ambroise Croizat                |       | PCF     |
| Hélène Solomon-Langevin         |       | PCF   | Hélène Solomon-Langevin         |       | PCF     |
| Paul Rivet                      |       | SFIO  | Paul Rivet                      |       | SFIO    |
| Maurice Lacroix                 |       | UDSR  | Robert Verdier                  |       | SFIO    |
| Francisque Gay                  |       | MRP   | Francisque Gay                  |       | MRP     |
| Jean Cayeux                     |       | MRP   | Jean Cayeux                     |       | MRP     |
| Marc Gerber                     |       | MRP   | Vincent de Moro-Giafferri       |       | Rad-soc |
| Solange Lamblin                 |       | MRP   | Louis Rollin                    |       | PRL     |
| Édouard Frédéric-Dupont         |       | PRL   | Édouard Frédéric-Dupont         |       | PRL     |
| 2e Circonscription              |       |       |                                 |       |         |
| Marcel Cachin                   |       | PCF   | Marcel Cachin                   |       | PCF     |
| Jeannette Vermeersch            |       | PCF   | Jeannette Vermeersch            |       | PCF     |
| Henri Wallon                    |       | PCF   | Paul Bastid                     |       | Rad-soc |
| Daniel Mayer                    |       | SFIO  | Daniel Mayer                    |       | SFIO    |
| Maurice Pouvrasseau             |       | UDSR  | Gérard Ouradou                  |       | SFIO    |
| Robert Lecourt                  |       | MRP   | Robert Lecourt                  |       | MRP     |
| Jean-Jacques Juglas             |       | MRP   | Jean-Jacques Juglas             |       | MRP     |
| Louis Bouté                     |       | MRP   | Robert Bétolaud                 |       | PRL     |
| Robert Wetzel                   |       | MRP   | Julien Brunhes                  |       | PRL     |
| Joseph Denais                   |       | PRL   | Joseph Denais                   |       | PRL     |
| 3ème Circonscription            |       |       |                                 |       |         |
| Florimond Bonte                 |       | PCF   | Florimond Bonte                 |       | PCF     |
| Georges Cogniot                 |       | PCF   | Georges Cogniot                 |       | PCF     |
| Auguste Touchard                |       | PCF   | Raymond Guyot                   |       | PCF     |
| Denise Ginollin                 |       | PCF   | Denise Ginollin                 |       | PCF     |
| André Le Troquer                |       | SFIO  | André Le Troquer                |       | SFIO    |
| Robert Salmon                   |       | SFIO  | Pierre Bourdan                  |       | Rad-soc |
| Henri Barré                     |       | SFIO  | Henri Barré                     |       | SFIO    |
| Marc Sangnier                   |       | MRP   | Marc Sangnier                   |       | MRP     |
| Paul Verneyras                  |       | MRP   | Charles Schauffler              |       | PRL     |
| Francine Lefebvre               |       | MRP   | Francine Lefebvre               |       | MRP     |
| 4ème Circonscription            |       |       |                                 |       |         |
| Maurice Thorez                  |       | PCF   | Maurice Thorez                  |       | PCF     |
| Alfred Malleret-Joinville       |       | PCF   | Alfred Malleret-Joinville       |       | PCF     |
| Marie-Claude Vaillant-Couturier |       | PCF   | Marie-Claude Vaillant-Couturier |       | PCF     |
| Albert Petit                    |       | PCF   | Albert Petit                    |       | PCF     |
| Édouard Depreux                 |       | SFIO  | Édouard Depreux                 |       | SFIO    |
| Jean-Daniel Jurgensen           |       | SFIO  | Gilberte Brossolette            |       | SFIO    |
| Paul Bacon                      |       | MRP   | Paul Bacon                      |       | MRP     |
| Simone Rollin                   |       | MRP   | Louis Bour                      |       | MRP     |
| 5ème Circonscription            |       |       |                                 |       |         |
| Étienne Fajon                   |       | PCF   | Étienne Fajon                   |       | PCF     |
| Alfred Costes                   |       | PCF   | Alfred Costes                   |       | PCF     |
| Rose Guérin                     |       | PCF   | Rose Guérin                     |       | PCF     |
| Émile Dutilleul                 |       | PCF   | Edmond Barrachin                |       | PRL     |
| Antoine Avinin                  |       | UDSR  | Roger Deniau                    |       | SFIO    |
| Albert Gazier                   |       | SFIO  | Albert Gazier                   |       | SFIO    |
| Fernand Bouxom                  |       | MRP   | Fernand Bouxom                  |       | MRP     |
| Yves Fagon                      |       | MRP   | Yves Fagon                      |       | MRP     |
| 6ème Circonscription            |       |       |                                 |       |         |
| Jacques Duclos                  |       | PCF   | Jacques Duclos                  |       | PCF     |
| Charles Tillon                  |       | PCF   | Charles Tillon                  |       | PCF     |
| Fernand Grenier                 |       | PCF   | Fernand Grenier                 |       | PCF     |
| Madeleine Braun                 |       | PCF   | Madeleine Braun                 |       | PCF     |
| Gérard Jaquet                   |       | SFIO  | Gérard Jaquet                   |       | SFIO    |
| André Paillieux                 |       | MRP   | Joseph Dumas                    |       | MRP     |
| Eugène Rigal                    |       | MRP   | Eugène Rigal                    |       | MRP     |

## Résultats

### 1recirconscription (Paris Rive-Gauche)
| Parti    | Parti    | Tête de liste             | Résultats | Résultats | Sièges |  |
| Parti    | Parti    | Tête de liste             | Voix      | %         |        |  |
| -------- | -------- | ------------------------- | --------- | --------- | ------ |  |
|          | PCF      | André Marty               | 120 586   | 27,76     | 3      |  |
|          | MRP      | Francisque Gay            | 107 070   | 24,65     | 2 2    |  |
|          | PRL      | Louis Rollin              | 86 623    | 19,94     | 2 1    |  |
|          | SFIO     | Paul Rivet                | 80 094    | 18,44     | 2      |  |
|          | RGR      | Vincent de Moro-Giafferri | 35 908    | 8,27      | 1 1    |  |
|          | PCI      | Albert Demazière          | 4 077     | 0,94      | -      |  |
|          |          |                           |           |           |        |  |
| Inscrits | Inscrits | Inscrits                  | 503 131   | 100,00    | 10     |  |
| Votants  | Votants  | Votants                   | 439 345   | 87,32     |        |  |
| Exprimés | Exprimés | Exprimés                  | 434 358   | 98,87     |        |  |

### 2ecirconscription(Paris Rive-Droite Ouest)
| Parti    | Parti    | Tête de liste       | Résultats | Résultats | Sièges |  |
| Parti    | Parti    | Tête de liste       | Voix      | %         |        |  |
| -------- | -------- | ------------------- | --------- | --------- | ------ |  |
|          | PRL      | Joseph Denais       | 119 350   | 26,39     | 3 2    |  |
|          | MRP      | Robert Lecourt      | 107 796   | 23,84     | 2 2    |  |
|          | PCF      | Marcel Cachin       | 98 866    | 21,86     | 2 1    |  |
|          | SFIO     | Daniel Mayer        | 75 139    | 16,61     | 2      |  |
|          | RGR      | Paul Bastid         | 43 568    | 9,63      | 1 1    |  |
|          | UDSR     | Maurice Pouvrasseau | 7 534     | 1,67      | -      |  |
|          | MSM      | Jean-Marc Bourquin  | 2         | 0,00      | -      |  |
|          |          |                     |           |           |        |  |
| Inscrits | Inscrits | Inscrits            | 529 112   | 100,00    | 10     |  |
| Votants  | Votants  | Votants             | 457 556   | 86,48     |        |  |
| Exprimés | Exprimés | Exprimés            | 452 255   | 98,84     |        |  |

### 3ecirconscription(Paris Rive-Droite Est)
| Parti    | Parti    | Tête de liste      | Résultats | Résultats | Sièges |  |
| Parti    | Parti    | Tête de liste      | Voix      | %         |        |  |
| -------- | -------- | ------------------ | --------- | --------- | ------ |  |
|          | PCF      | Florimond Bonte    | 158 677   | 33,89     | 4      |  |
|          | MRP      | Marc Sangnier      | 103 216   | 22,05     | 2 1    |  |
|          | SFIO     | André Le Troquer   | 91 524    | 19,55     | 2 1    |  |
|          | PRL      | Charles Schauffler | 54 843    | 11,71     | 1 1    |  |
|          | RGR      | Pierre Bourdan     | 42 772    | 9,14      | 1 1    |  |
|          | PSD      | Jules Mallarte     | 7 487     | 1,60      | -      |  |
|          | PCI      | Marcel Bleibtreu   | 6 932     | 1,48      | -      |  |
|          | Soc. ind | André Cousin       | 2 727     | 0,58      | -      |  |
|          |          |                    |           |           |        |  |
| Inscrits | Inscrits | Inscrits           | 550 208   | 100,00    | 10     |  |
| Votants  | Votants  | Votants            | 475 561   | 86,43     |        |  |
| Exprimés | Exprimés | Exprimés           | 468 178   | 98,45     |        |  |

### 4ecirconscription(Seine-Sud)
| Parti    | Parti    | Tête de liste      | Résultats | Résultats | Sièges |  |
| Parti    | Parti    | Tête de liste      | Voix      | %         |        |  |
| -------- | -------- | ------------------ | --------- | --------- | ------ |  |
|          | PCF      | Maurice Thorez     | 147 921   | 39,21     | 4      |  |
|          | MRP      | Paul Bacon         | 97 576    | 25,86     | 2      |  |
|          | SFIO     | Édouard Depreux    | 81 674    | 21,65     | 2      |  |
|          | PRL      | Michel Peytel      | 27 322    | 7,24      | -      |  |
|          | RGR      | Madeleine Finidori | 13 155    | 3,49      | -      |  |
|          | PURR     | Albert Sauvan      | 5 109     | 1,35      | -      |  |
|          | Soc. ind | Marcel Beignon     | 4 510     | 1,20      | -      |  |
|          |          |                    |           |           |        |  |
| Inscrits | Inscrits | Inscrits           | 435 916   | 100,00    | 8      |  |
| Votants  | Votants  | Votants            | 382 707   | 87,79     |        |  |
| Exprimés | Exprimés | Exprimés           | 377 267   | 98,58     |        |  |

### 5ecirconscription(Seine-Nord-Ouest)
| Parti    | Parti    | Tête de liste       | Résultats | Résultats | Sièges |  |
| Parti    | Parti    | Tête de liste       | Voix      | %         |        |  |
| -------- | -------- | ------------------- | --------- | --------- | ------ |  |
|          | PCF      | Étienne Fajon       | 131 642   | 36,67     | 3 1    |  |
|          | MRP      | Fernand Bouxom      | 85 684    | 23,87     | 2      |  |
|          | SFIO     | Albert Gazier       | 76 489    | 21,31     | 2      |  |
|          | PRL      | Edmond Barrachin    | 39 101    | 10,89     | 1 1    |  |
|          | RGR      | François Mitterrand | 21 511    | 5,99      | -      |  |
|          | PCI      | Pierre Frank        | 4 589     | 1,28      | -      |  |
|          |          |                     |           |           |        |  |
| Inscrits | Inscrits | Inscrits            | 417 965   | 100,00    | 8      |  |
| Votants  | Votants  | Votants             | 363 571   | 86,99     |        |  |
| Exprimés | Exprimés | Exprimés            | 359 016   | 98,75     |        |  |

### 6ecirconscription(Seine-Nord-Est)
| Parti    | Parti    | Tête de liste      | Résultats | Résultats | Sièges |  |
| Parti    | Parti    | Tête de liste      | Voix      | %         |        |  |
| -------- | -------- | ------------------ | --------- | --------- | ------ |  |
|          | PCF      | Jacques Duclos     | 141 254   | 45,63     | 4      |  |
|          | MRP      | Eugène Rigal       | 70 292    | 22,71     | 2      |  |
|          | SFIO     | Gérard Jaquet      | 59 562    | 19,24     | 1      |  |
|          | PRL      | Jean Bertaud       | 23 245    | 7,51      | -      |  |
|          | RGR      | Alfred Secqueville | 15 193    | 4,91      | -      |  |
|          |          |                    |           |           |        |  |
| Inscrits | Inscrits | Inscrits           | 358 496   | 100,00    | 7      |  |
| Votants  | Votants  | Votants            | 314 750   | 87,80     |        |  |
| Exprimés | Exprimés | Exprimés           | 309 546   | 98,35     |        |  |